# Gaochang
Gaochang (chinois : 高昌 ; pinyin : gāochāng, ouïghour : قاراغوجا, translittération : Qara-hoja), également appelée Qočo, est une ancienne ville-oasis construite dans le nord du désert du Taklamakan au nord de la région autonome du Xinjiang en Chine. Elle a été un point d'étape pour les commerçants sur la route de la soie. Les ruines de la ville sont situées dans le district de Gaochang, à 30 kilomètres au sud de l'actuelle Tourfan.
Pendant les dynasties Yuan et Ming, la ville était nommé par les chinois Halahezhuo (哈拉和卓) (venant de Qara-khoja), ou encore Huozhou (火州 ou 霍州).

## Histoire
La première population connue dans la région autour de Turfan est la culture gushi (姑師文化, gūshī wénhuà) ou Jushi (chinois : 車師文化), de -206 à 220. Ils y ont construit la ville au Ier siècle avant notre ère,  le contrôle de la région passant ensuite tour à tour aux Hans et aux Xiongnu.
En 327, Zhang Gui (en) y installa une garnison et contrôla la région. Après la chute de la dynastie des Jin occidentaux en 420, la Chine du nord se divise.
De 439 à 460, la dynastie Liang septentrional garda la région jusqu'à sa chute. Le khanat Ruanruan prit alors la région.
Les tombes des Six Dynasties de Tourfan contenaient des raviolis.

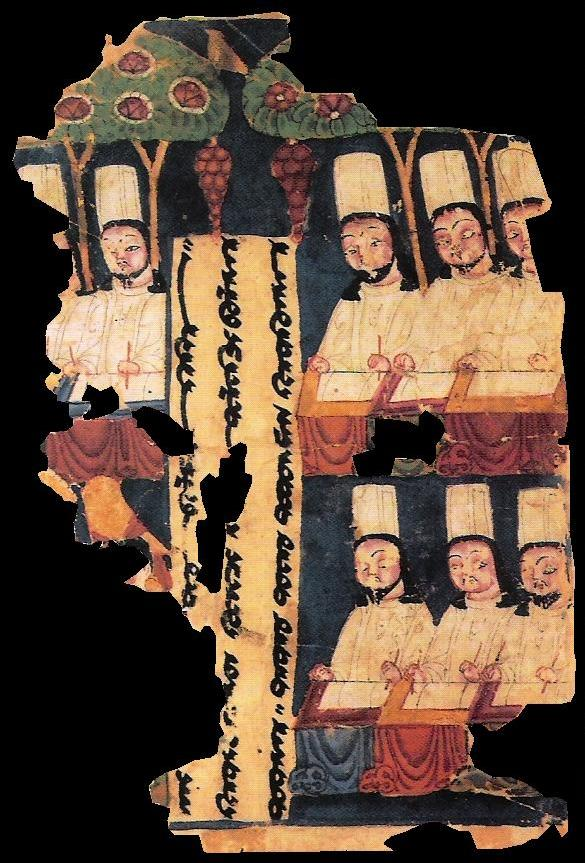
texte et illustration manichéenne laissé par des Tokhariens